# Авария A340 в Торонто
Авария A340 в Торонто (также известная как Чудо в Торонто, Чудесное спасение и Чудо на полосе 24L) — авиационная авария, произошедшая во вторник 2 августа 2005 года около аэропорта Торонто. Авиалайнер Airbus A340-313X авиакомпании Air France выполнял плановый межконтинентальный рейс AFR358 по маршруту Париж—Торонто, а на его борту находились 297 пассажиров и 12 членов экипажа. Заход на посадку в аэропорту Торонто выполнялся в сложных метеоусловиях с крупными грозовыми очагами над аэропортом в ливневый дождь и вспышками молний на ВПП. Посадка осуществлялась в ручном режиме с отключённым автопилотом и автоматом тяги и в итоге самолёт оказался выше глиссады.
Пролетев торец взлётной полосы значительно выше установленного, авиалайнер приземлился далее чем в трети от начала длины ВПП. Пилоты применили реверс, но не смогли остановиться в пределах ВПП, в результате чего лайнер выкатился за её пределы и рухнул в овраг. От удара о землю возник пожар, который за несколько минут охватил авиалайнер и уничтожил его, но все 309 человек на его борту были вовремя эвакуированы.
Эвакуация 309 человек заняла менее 2 минут, что впоследствии многие, включая министра транспорта Канады Жана Лапьера, назвали «чудом», отметив при этом профессионализм стюардесс. По числу находившихся на борту это крупнейшее происшествие в истории самолёта Airbus A340.

## Самолёт
Airbus A340-313X (регистрационный номер F-GLZQ, серийный 289) был выпущен в 1999 году (первый полёт совершил 8 августа). 7 сентября того же года поступил в авиакомпанию Air France. Оснащён четырьмя турбовентиляторными двигателями CFM International CFM56-5C4, максимальный взлётный вес составлял 271 000 килограммов. На день аварии совершил 3711 циклов «взлёт-посадка» и налетал 28 418 часов. Будучи широкофюзеляжным (с двумя проходами), имел пассажирский салон на 291 место, в том числе 30 мест в бизнес-классе (ряды с 1 по 6), 140 мест в первом отделении экономкласса (ряды с 14 по 31) и 121 место во втором отделении экономкласса (ряды с 32 по 48). В бизнес-классе находилось по 6 мест в ряд, в экономклассе — по 8 мест в ряд. Для выхода пассажиров по каждому борту установлены по три двери (L1,L2 и L4 — слева, R1, R2 и R4 — справа), а также дополнительно по двери эвакуационного выхода (L3 и R3).
Исходя из того, что на момент посадки в баках оставалось около 7500 килограммов авиатоплива, а вес самолёта без топлива определён как 177 500 килограммов, посадочный вес самолёта равен 185 000 килограммов. При установленном для данного типа самолётов максимальном посадочном весе 190 000 килограммов и максимальном весе без авиатоплива 178 000 килограммов вес рейса AFR358 не выходил за пределы лётных ограничений. Центровка самолёта составляла 29,8 %, что также допустимо. При посадочном весе 185 тонн скорость захода на посадку должна составлять 259 км/ч, посадочная скорость при полностью выпущенных закрылках должна составлять 250 км/ч. При таком весе и при данных скоростях тормозной путь самолёта на полосе, покрытой слоем воды толщиной 3 миллиметра с учётом отсутствия ветра при полностью выпущенных закрылках и без применения реверса должен составить 2196 метров (с учётом своевременного применения реверса дистанция составит 1777 метров). Для рейса 358 при фактической скорости приземления 264 км/ч, попутном ветре скоростью 18 км/ч и фактическом развёртыванием реверса за 16,4 секунд тормозной путь составляет 2034 метра от точки приземления. Если бы реверс был развёрнут сразу же, то для посадки потребовалось бы 1809 метров ВПП.

## Экипаж и пассажиры
Самолётом управлял опытный экипаж, состав которого был таким:
- Командир воздушного судна (КВС) — 57-летний Ален Розе (фр. Alain Rosaye). Очень опытный пилот, первый самостоятельный полёт совершил 1 декабря 1963 года. В августе 1973 года начал работать в региональной французской авиакомпании Touraine Air Transport (TAT). Впоследствии перешёл в Air Inter, где пилотировал самолёт Airbus A300. В 1997 году в связи с поглощением Air Inter авиакомпанией Air France стал пилотом последней (проработал в ней 8 лет) и начал выполнять полёты на самолётах Airbus A319, A320 и A321. Дослужился до инструктора по A320. В 2001 году после длительного обучения получил квалификацию для полётов на Airbus A340. Ему предлагали стать инструктором на A340, но он отказался, так как хотел для начала больше узнать этот самолёт и освоить выполнение на нём дальних перелётов. Налетал 15 411 часов, 1788 из них на Airbus A340. Предыдущий полёт совершал с 18 по 19 июля 2005 года (за 12 дней до аварии) по маршруту Париж—Ньюарк (Нью-Джерси, США) также на A340. Из-за закрытия аэропорта прибытия вследствие непогоды в тот раз самолёт совершил посадку в аэропорту Логан в Бостоне. После часовой задержки авиалайнер вылетел в Ньюарк, а на следующий день без замечаний вернулся обратно в Париж[10][11].
- Второй пилот — 43-летний Фредерик Нод (фр. Frédéric Naud). Опытный пилот, начал работать в Air France в марте 1985 года (проработал в ней 20 лет и 5 месяцев) в должности бортпроводника. В 1986—1987 годы обучался в авиашколе в США, после чего начал во Франции выполнять полёты на одномоторных самолётах. Имея за плечами 800 лётных часов и 100 часов на симуляторах, в январе 1991 года начал обучаться на пилота в Air France, но из-за войны в Персидском заливе в феврале 1992 года это обучение было прервано. Вернувшись к должности бортпроводника, в 1995 году дослужился до должности старшего бортпроводника, на которой проработал 1,5 года. В 1996 году программа обучения пилотов в Air France была возобновлена, благодаря которой он закончил обучение на пилота многомоторных самолётов. С 1 апреля 1997 года начал работать в авиакомпании Air France в должности второго пилота самолётов Airbus A319, A320 и A321. 11 сентября 2001 года квалифицирован для полётов на Airbus A340, после чего начал выполнять на нём дальние перелёты. Предыдущие полёты совершал 26 и 28 июля 2005 года из Парижа в Атланту (Джорджия, США) и обратно. За день до происшествия как второй пилот участвовал в тренировке другого пилота, который проходил обучение на командира[11][12]. Налетал 4834 часа, 2502 из них на Airbus A340[10].

Оба пилота характеризовались в компании как достаточно квалифицированные, компетентные и коммуникабельные. КВС, не зная никого из бортпроводников, быстро сдружился со старшим бортпроводником. Оба пилота ранее ни разу не летали вместе, хотя один раз пересеклись 18 августа 2000 года на тренировке по Airbus A320. Оба прибыли в аэропорт за 2-2,5 часа до вылета как следует отдохнувшими и без признаков усталости.
Согласно Европейским авиационным требованиям на каждые 50 пассажиров должен приходиться 1 бортпроводник. На почти 300 пассажиров минимальный экипаж состоял из 6 бортпроводников. На борту рейса AFR358 было 10 бортпроводников, включая 1 стюардессу-стажёра. Бортпроводники из минимального экипажа сидели у дверей L1 (старший, опыт 20 лет), L2 (опыт 18 лет), L3 (опыт 8 лет), L4 (опыт 13 лет), R3 (опыт 10 лет) и R4 (опыт 5 лет). Бортпроводники из дополнительного экипажа сидели у дверей R1 (опыт 5 лет) и R2 (опыт 10 лет), а также на специальных местах 9 (стажёр, опыт 5 недель) и 10 (опыт 4 года) для бортпроводников, расположенных между кухнями 6 и 7. Стажёр работала в авиакомпании с 30 июня 2005 года, для неё это был пятый рейс и второй на A340. Дополнительные бортпроводники при нормальных условиях работы выполняют лишь обслуживание пассажиров, стажёры пассажиров не обслуживают. В данном происшествии все 10 бортпроводников приняли равное участие в эвакуации, что, в принципе, может сделать и любой другой трудоспособный пассажир.
| Гражданство    | Пассажиры | Экипаж | Всего |
| -------------- | --------- | ------ | ----- |
| Франция        | 101       | 12     | 113   |
| Канада         | 104       | 0      | 104   |
| Индия          | 8         | 0      | 8     |
| Италия         | 19        | 0      | 19    |
| Нидерланды     | 3         | 0      | 3     |
| Австралия      | 2         | 0      | 2     |
| Великобритания | 7         | 0      | 7     |
| США            | 14        | 0      | 14    |
| Германия       | 2         | 0      | 2     |
| Израиль        | 4         | 0      | 4     |
| Мексика        | 1         | 0      | 1     |
| Турция         | 1         | 0      | 1     |
| Япония         | 6         | 0      | 6     |
| Всего          | 297       | 12     | 309   |

Всего на борту самолёта находились 309 человек — 12 членов экипажа и 297 пассажиров.

## Хронология событий

### Предшествующие обстоятельства
В 11:53 (13:53 местного времени) из парижского аэропорта имени Шарля-де-Голля вылетел Airbus A340-313X борт F-GLZQ, который выполнял регулярный рейс AFR358 в Торонто, на борту которого находились 12 членов экипажа и 297 пассажиров. Перед вылетом экипаж получил прогноз погоды в аэропорту прибытия, который указывал на вероятность гроз, поэтому в баки авиалайнера дополнительно заправили ещё 3000 килограммов авиакеросина на дополнительные 23 минуты задержки с посадкой в Торонто. Руление к полосе и взлёт прошли без замечаний. По договорённости между пилотами командир экипажа управлял самолётом на взлёте и первой половине пути, а второй пилот — на второй половине пути и посадке.
Согласно плану трансатлантический полёт должен выполняться по трассе Браво (Bravo), вход на которую выполняется на эшелоне FL350 (10 650 метров), затем на 40-м меридиане западной долготы следовал подъём до эшелона FL360 (10 950 метров) и на 60-м меридиане западной долготы — до FL370 (11 300 метров). На подходе к Атлантике экипаж получил разрешение следовать по расположенной севернее трассе Альфа (Alpha). Отправив по системе ACARS запрос в свою авиакомпанию, экипаж получил изменённый план полёта с указанием не подниматься выше эшелона FL350 при достижении океана. В 17:16 экипаж получил разрешение подняться до эшелона FL360. Это была максимальная высота подъёма данного рейса.
В 13:51 экипаж по ACARS отправил запрос на отслеживание потенциальных запасных аэропортов в северо-восточной Канаде. В 14:44 через ACARS по запросу экипажа был дан прогноз погоды в аэропорту прибытия и в запасном аэропорту Ниагара-Фолс (штат Нью-Йорк, США). Однако отчёт о погоде поступил по системе TAF NIL, так как экипаж отправлял запрос по TAF Short (кратковременный прогноз), тогда как оба аэропорта были доступны только по системе TAF Long. Согласно пришедшему прогнозу за 14:00 в обоих аэропортах были хорошие погодные условия и никакой грозовой деятельности не наблюдалось. В 16:08 через систему ATIS экипаж получил прогноз погоды за 16:00 в аэропорту Торонто, согласно которому были хорошие вертикальная и горизонтальная видимости при слабом ветре. В 16:17 командир передал управление полётом второму пилоту и произведено переключение с автопилота 1 на автопилот 2.
В 17:50 с рейса AFR358 в Air France было доложено о приблизительном времени посадки в 19:39, на что в 17:53 было указано, к какому гейту должен следовать самолёт. Операторы не стали сообщать экипажу, что в торонтском аэропорту вступила в силу «Красная тревога 3», так как это просто не входило в их обязанности. В 18:49 экипаж через METAR получил прогноз погоды в аэропортах Ниагара-Фолс, Макдональд-Картье (Оттава) и Кливленд-Хопкинс (Огайо, США). В первом аэропорту на северо-западе наблюдались грозы, которые двигались на юго-восток, в двух других аэропортах грозы не наблюдались. Из-за запроса по TAF Short экипаж опять не получил прогноз по TAF. Ориентировочно к этому моменту в баках оставалось 12,2 тонн авиатоплива, а по расчётам экипажа к прибытию у них останется 8,7 тонн. Запасным аэропортом был выбран Кливленд-Хопкинс.

### Заход на посадку
В 19:03 (15:03 местного времени) экипаж переключился с диспетчерского центра УВД Торонто на Киллало-контроль и запросил сводку о погоде в аэропорту Торонто. В 19:04 экипажем в Air France было сообщено, что AFR358 вместо посадки в Торонто планирует следовать в Кливленд. При этом экипаж не стал сообщать диспетчеру о намерении изменить аэропорт прибытия, так как на тот момент этого не требовалось. Затем до 19:13 пилоты активно обсуждали с диспетчером данные о передвижении погоды, в 19:15 получили указания по снижению до минимума скорости в связи с задержкой на посадку. Экипаж запросил и получил векторы по обходу плохой погоды. В 19:17 экипаж по METAR получил сведения о погоде в Торонто, которые включали в себя грозу и сильный дождь.
В 19:19 экипаж обсудил заход на посадку и решил в случае сильной турбулентности выполнять уход на второй круг. В 19:22 с рейса 358 доложено о следовании на Торонто и примерном времени посадки в 19:50. При имеющемся запасе топлива на борту время задержки было близко к максимальному времени ожидания. Находясь по пеленгу 40° от аэропорта, экипаж дважды предупредил диспетчера, что они ещё далеко от аэропорта. В 19:28 экипаж получил разрешение заходить на посадку по маршруту Симко-2. Самолёт в это время был в 254 километрах от аэропорта, остаток авиатоплива составлял 9,3 тонн. В 19:33 по трансляции ATIS получен прогноз погоды в аэропорту, согласно которому видимость на ВПП снизилась из-за грозы и сильного дождя, погодные условия быстро меняются. Посадка ожидалась на ВПП №24L.
С 19:36 по 19:40 проведён инструктаж выполнения посадки по ILS на ВПП №24L. В инструктаже не была указана длина данной взлётной полосы и процедура ухода на второй круг, не произведено расчётов для влажной или загрязнённой ВПП. В 19:40 экипаж запросил обновлённую сводку о погоде и сообщил о готовности следовать к аэропорту. Так как предсказать ситуацию с воздушным трафиком было нельзя, экипаж попросил предупреждать о текущих условиях, дополнительных задержках и любом ухудшении погоды. В 19:47 главному бортпроводнику было передано, что при неблагоприятном развитии ситуации самолёт направится на запасной аэродром в Кливленде. В это время в радиоэфире несколько самолётов сообщили диспетчеру об уходе на запасные аэродромы. В 19:49 рейс 358 запросил и получил обход грозы на подходе. Далее экипаж перешёл на связь с диспетчерской вышкой аэропорта. В 19:53, когда рейс 358 был третьим в очереди на посадку, самолёт, который был в очереди первым, спросил диспетчера, каковы условия посадки. В ответ было сообщено о дожде на севере и плохих погодных условиях. Неизвестно, слышал ли экипаж рейса 358 эту информацию, но два рейса перед ним приземлились успешно.

### Посадка, авария
В 19:53 выполнена контрольная карта захода на посадку, установлен режим подхода, закрылки выпущены в положение 1. Самолёт вышел на курсовой радиомаяк и находился в 30 километрах от торца ВПП. При начале снижения экипаж перевёл закрылки в положение 2 и выпустил шасси. Автопилот был выключен, что привело к уборке аэродинамических тормозов при прохождении высоты 1220 метров над уровнем моря. При входе в глиссаду на высоте 914 метров над уровнем моря закрылки были выпущены в положение 3 и полностью. Автопилот был вновь включён и осуществил захват глиссады в 16 километрах от торца ВПП. В посадочном положении самолёт стабилизировался.
Приборы в башне ветров в аэропорту не действовали, так как были повреждены молнией при прохождении грозового фронта; последний ветер зафиксирован курсом 230° при скорости 12 км/ч. Молнии наблюдались по всему аэропорту. В таких условиях режим автоторможения был увеличен с низкого до среднего. В 19:58 авиалайнер на посадочной скорости был на заключительном этапе подхода, когда экипаж завершил чтение контрольной карты перед посадкой и выполнены почти все её пункты, кроме отображения памятки посадки на электронном мониторе. Элементы памятки на мониторе могли быть перепроверены экипажем, но, тем не менее, из-за этого чтение карты посадки было задержано. Перед рейсом 358 приземлился региональный реактивный самолёт, экипаж которого сообщил, что ветер 290° от 7-10 м/сек, и что торможение было плохим, пока скорость самолёта не опустилась ниже 111 км/ч.
Небо над аэропортом Торонто покрывали очень тёмные тучи, была сильная турбулентность и шёл ливневый дождь, метеорологические условия колебались от визуальных до приборных. В 7,4 километрах от полосы были включены стеклоочистители лобового окна, а в 3-4 километрах от торца полосы было сообщено о наблюдении полосы. На высоте 300-460 метров над землёй экипаж наблюдал половину полосы, а периодически и всю целиком. Взлётная полоса была залита водой, отчего имела блестящую поверхность, с обеих сторон и в дальнем конце наблюдались молнии. Метеорологический радиолокатор самолёта показывал сильные осадки с красными областями (грозовые очаги), которые находились к северо-западу от полосы и с юга. Ветер был боковой, направлением 70-90° справа относительно курса посадки, его скорость составляла 27-37 км/ч.

Траектория посадки рейса 358 (пунктиром показана нормальная траектория)

Подход осуществлялся под контролем автопилота и автомата тяги при скорости 260 км/ч. В 20:01:18 при прохождении высоты 98,4 метров над землёй второй пилот отключил автопилот, через пару секунд и автомат тяги. Почувствовав снижение скорости (небольшое снижение скорости зафиксировал и бортовой самописец) и что самолёт начал опускаться, он увеличил режим работы двигателей с 42% до 82% N1. От этого действия авиалайнер начал уходить теперь выше глиссады. Одновременно ветер сменился с бокового на попутный скоростью 18 км/ч или 5 м/сек.
На 12 метров выше глиссады лайнер пересёк торец ВПП и вошёл в зону ливневого дождя со вспышками молний, видимость полосы резко упала. На высоте 15 метров режим работы двигателей снижен до 76 %, после чего на высоте 12 метров второй пилот поднял нос лайнера, пытаясь погасить скорость, а затем на высоте 7,5 метров самолёт стабилизировался на 2,5 секунды. На высоте 6 метров двигатели были переведены в режим холостого хода.
В 20:01:53 рейс AFR358 коснулся ВПП №24L длиной 2743 метра в 1158 метров от начального торца. При этом правое шасси оказалось почти на осевой линии, авиалайнер был повёрнут относительно оси полосы вправо на 6°. При касании колёсами бетона автоматически выпустились спойлеры. Пилоты сразу применили максимальное механическое торможение и начали выравнивать машину относительно полосы. Спустя 12,8 секунд с момента касания включён реверс, который полностью развернулся через 16,4 секунд с момента касания, однако принятых мер оказалось недостаточно. Промчавшись всю оставшуюся ВПП на скорости 148 км/ч, рейс AFR358 в 20:02:19 UTC (16:02:19 EDT) выехал за её пределы и рухнул в овраг.
Диспетчер видел, как рейс 358 выехал за пределы взлётной полосы, после чего появились 3 или 4 яркие оранжевые вспышки. В аэропорту была объявлена максимальная тревога — «Альфа 1», что означало мобилизацию всех пожарных и спасательных служб.
В первые секунды после остановки самолёта стюардессы открыли выходы и начали эвакуацию пассажиров, так как с левого борта наблюдалось оранжевое пламя. Из-за обесточивания самолёта аварийное освещение не работало. Вооружившись фонариком, второй пилот вместе со старшим бортпроводником и одной из стюардесс проверил весь салон и туалеты и убедился, что все пассажиры эвакуированы. Затем они втроём вернулись в начало салона и выбрались через дверь 1L, при этом они были вынуждены прыгать, так как аварийный трап развернулся не до конца. КВС, несмотря на травму спины, также хотел проверить самолёт, но был вынужден вернуться из-за дыма, когда второй пилот с бортпроводниками проверяли салон, после чего с трудом покинул самолёт через дверь 1R. Второй пилот вышел из авиалайнера последним. Все пассажиры и члены экипажа были успешно эвакуированы до того, как огонь отрезал пути выхода, а затем охватил и в течение часа уничтожил самолёт (относительно уцелели только кабина пилотов, оба крыла и двигатели № 2 и № 4).
Авария произошла в 16:02 EDT в светлое время суток в точке координат 43°39′20″ с. ш. 79°37′27″ з. д.. Машинами скорой помощи в больницы доставлены 33 человека, позже 21 из них с незначительными травмами отпустили. Серьёзные травмы получили 12 человек (2 члена экипажа и 10 пассажиров): 9 были травмированы при падении самолёта в овраг, а 3 при эвакуации. Несмотря на серьёзные травмы, оба пилота при этом смогли эффективно исполнять свои обязанности.

## Расследование
Расследование причин аварии рейса AFR358 проводил Совет по безопасности транспорта Канады (TSBC).
Окончательный отчёт расследования был опубликован 12 декабря 2007 года.
В отчёте были указаны все причины аварии:
1. Экипаж осуществлял подход и посадку в разгар сильной и быстро изменяющейся грозы. В Air France не было никаких процедур, связанных с выполнением захода и посадки во время грозы, что не требовалось правилами.
2. После того как автопилот и автомат тяги были отключены, второй пилот отреагировал на уменьшение скорости и снижение самолёта увеличением режима двигателей. Увеличение режима способствовало увеличению тяги самолёта, и авиалайнер отклонился выше глиссады.
3. Примерно в 91 метре над землёй поверхностный ветер сменился со встречного на попутный со скоростью 18 км/ч, увеличив скорость самолёта относительно земли и изменив траекторию полёта. Самолёт пересёк порог взлётно-посадочной полосы примерно на 12 метров выше нормальной высоты пересечения порога. Пройдя порог, самолёт вошёл в зону сильного ливневого дождя с резким падением видимости.
4. Когда самолёт был вблизи порога, члены экипажа были намерены осуществить посадку и не рассматривали вариант ухода на второй круг.
5. Приземление затянулось из-за превышения скорости самолёта при проходе порога и потому, что сильный дождь и молнии сильно снижали видимость полосы.
6. Самолёт приземлился примерно в 1158 метрах от порога ВПП №24L, когда осталось около 1554 метра полосы, доступной для остановки. Самолёт выкатился за пределы полосы №24L на скорости около 148 км/ч и был уничтожен пожаром, когда скатился в овраг.
7. Применение реверса тяги было запоздалым, как и применение полного реверса тяги.
8. Не управляющий самолётом пилот (КВС) не применил стандартный выпуск спойлеров и применение реверса тяги при касании. Это ещё больше способствовало задержке управляющего самолётом пилота (второй пилот) в выборе реверса тяги.
9. Залитая водой взлётно-посадочная полоса и сильный боковой ветер завысили пределы посадки самолёта.
10. В рабочем плане посадки в аэропорту Торонто не было указано никаких расстояний посадки для загрязнённой взлётной полосы.
11. Несмотря на сообщения METAR об ожидании грозы в аэропорту Торонто ко времени посадки, экипаж не рассчитал посадочную дистанцию, требуемую для взлётно-посадочной полосы №24L. Следовательно, они не знали ни о необходимой дистанции посадки для взлётно-посадочной полосы, ни что она была изменена после появления попутного ветра. Хотя длина концевой полосы безопасности ВПП № 24L соответствовала аэродромным стандартам и рекомендуемой практике (150 метров), топография местности за этой полосой по продолжению осевой линии ВПП способствовала повреждению самолёта и травмам экипажа и пассажиров.
12. Ливневый дождь при пожаротушении разбавлял пенообразователь и снижал его эффективность, а вытекающее топливо подпитывало огонь, который в итоге уничтожил значительную часть самолёта.

## Культурные аспекты
- Авария рейса 358 Air France показана в 4 сезоне канадского документального телесериала Расследования авиакатастроф в серии Чудесное спасение[2].
- Также она показана в американском документальном телесериале от «MSNBC» Почему разбиваются самолёты[англ.] (англ. Why Planes Crash) в серии Жестокая погода (англ. Severe Weather).

### Комментарии
1. ↑  В истории Airbus A340 на 2023 год не было ни одной авиакатастрофы
2. ↑  Здесь и далее (кроме уточнения в скобках) указано Всемирное координированное время — UTC. Время в Париже — +2 часа, время в Торонто — -4 часа